# Mezzi Andreossi
Munrezzan Andreossi, švicarski hokejist, * 30. junij 1897, † 28. september 1958, St. Moritz, Graubünden, Švica. 
Andreossi je igral je igral hokej na ledu za klub EHC St. Moritz v švicarski ligi in za švicarsko reprezentanco, s katero je nastopil na Zimskih olimpijskih igrah 1928, kjer je osvojil bronasto medaljo, in več evropskih prvenstvih, na katerih je osvojil eno zlato in dve bronasti medalji.
Tudi njegov brat Giannin je bil hokejist.